# Zemgus Girgensons
Zemgus Girgensons (* 5. ledna 1994, Riga) je lotyšský hokejista, který působí v National Hockey League v klubu Tampa Bay Lightning.
Syn hokejisty Aldise Girgensonse a odchovanec hokejové školy EVHS odešel v roce 2009 do Ameriky, kde hrál v juniorské United States Hockey League, v roce 2011 ji s týmem Dubuque Fighting Saints vyhrál. V roce 2012 byl draftován Buffalem na 14. místě, stal se tak prvním lotyšským hokejistou v historii, který byl draftován v prvním kole. První sezónu strávil na farmě v Rochester Americans, od roku 2013 hraje NHL. 2. října 2013 vstřelil svůj první gól za Sabres.
Reprezentoval Lotyšsko na Mistrovství světa v ledním hokeji do 18 let 2010, Mistrovství světa juniorů v ledním hokeji 2011 (I. divize), Mistrovství světa juniorů v ledním hokeji 2012 a Mistrovství světa v ledním hokeji 2013, kde vstřelil v utkání proti Slovákům svůj první gól v seniorské reprezentaci a přispěl tak k výhře 5:3. Byl zařazen do nominace na Zimní olympijské hry 2014, kde vstřelil jednu branku a Lotyši skončili na osmém místě. Zúčastnil se také mistrovství světa v ledním hokeji 2014, kde skóroval dvakrát a jeho tým obsadil jedenáctou příčku.
V lednu 2015 vyhrál internetové hlasování fanoušků o zařazení do NHL All-Star Game. Z více než 35 milionů odevzdaných hlasů jich získal 1 574 896, přestože v pořadí kanadského bodování byl k 5. lednu 2015 až na 153. místě. Důvodem bylo velké množství hlasů, kterými ho podpořili lotyšští příznivci.
V anketě o lotyšského sportovce roku byl v roce 2013 zvolen největším talentem.

## Klubové statistiky
| Sezóna      | Klub                | Soutěž      |     | Základní část | Základní část | Základní část | Základní část | Základní část |   | Play off | Play off | Play off | Play off | Play off |
| Sezóna      | Klub                | Soutěž      | Z   | G             | A             | B             | TM            | Z             | G | A        | B        | TM       |          |          |
| 2012/2013   | Rochester Americans | AHL         | 61  | 6             | 11            | 17            | 28            | 3             | 3 | 0        | 3        | 0        |          |          |
| 2013/2014   | Buffalo Sabres      | NHL         | 70  | 8             | 14            | 22            | 14            | —             | — | —        | —        | —        |          |          |
| 2014/2015   | Buffalo Sabres      | NHL         | 61  | 15            | 15            | 30            | 25            | —             | — | —        | —        | —        |          |          |
| 2015/2016   | Buffalo Sabres      | NHL         | 71  | 7             | 11            | 18            | 20            | —             | — | —        | —        | —        |          |          |
| 2016/2017   | Buffalo Sabres      | NHL         | 75  | 7             | 9             | 16            | 18            | —             | — | —        | —        | —        |          |          |
| 2017/2018   | Buffalo Sabres      | NHL         | 71  | 7             | 8             | 15            | 26            | —             | — | —        | —        | —        |          |          |
| 2018/2019   | Buffalo Sabres      | NHL         | 72  | 5             | 13            | 18            | 17            | —             | — | —        | —        | —        |          |          |
| 2019/2020   | Buffalo Sabres      | NHL         | 69  | 12            | 7             | 19            | 10            | —             | — | —        | —        | —        |          |          |
| 2021/2022   | Buffalo Sabres      | NHL         | 56  | 10            | 8             | 18            | 27            | —             | — | —        | —        | —        |          |          |
| 2022/2023   | Buffalo Sabres      | NHL         | 80  | 10            | 8             | 18            | 14            | —             | — | —        | —        | —        |          |          |
| 2023/2024   | Buffalo Sabres      | NHL         | 63  | 8             | 6             | 14            | 21            | —             | — | —        | —        | —        |          |          |
| 2024/2025   | Tampa Bay Lightning | NHL         | 82  | 2             | 4             | 6             | 47            | 5             | 0 | 0        | 0        | 0        |          |          |
| NHL celkově | NHL celkově         | NHL celkově | 770 | 91            | 103           | 194           | 239           | 5             | 0 | 0        | 0        | 0        |          |          |